# Москвитянин
«Москвитя́нин» — «учёно-литературный журнал», издававшийся в Москве М. П. Погодиным в 1841—1856 годах.

## История
До 1849 года выходил ежемесячно, затем — два раза в месяц. С точки зрения советского литературоведения считался органом крупной торговой буржуазии 1840—1850-х гг. и стоял на позиции официальной народности.
В первой же книге журнала Шевырёв в своей статье развивал знаменитую формулу николаевской эпохи — «православие, самодержавие, народность». Это полностью соответствовало патриотической настроенности русской торговой буржуазии, не помышлявшей о сколько-нибудь заострённой критике крепостнического государства. Столь же закономерно «Москвитянин» выступал против немецкой философии, прочно завладевшей умами как дворянской, так и подымающейся демократической интеллигенции.
В короткий период редакторства И. В. Киреевского (с января по март 1845 года) была предпринята попытка отстранения Погодина и Шевырёва от руководства журналом и переориентации направления «Москвитянина».
Особо принципиальных различий во взглядах на Запад и на Россию между группой «Москвитянина» и московскими славянофилами во главе с А. С. Хомяковым не существовало, хотя последние и выступали с критикой журнала. Но в противовес помещикам-славянофилам, ориентировавшимся на патриархального, преданного своим господам мужичка, «Москвитянин» делал ударение на торговой буржуазии.
Сотрудниками журнала были С. П. Шевырёв, Ф. Н. Глинка, В. И. Даль и другие. В журнале печатались произведения А. И. Артемьева, А. Ф. Вельтмана и его жены, П. А. Вяземского, Ф. Н. Глинки, Н. В. Гоголя (сцены из «Ревизора», «Рим»), В. И. Даля, В. А. Жуковского, М. Н. Загоскина, К. К. Павловой, Н. М. Языкова, Д. П. Ознобишина, С. П. Колошина, а также работы известных учёных — И. И. Срезневского, Иакинфа Бичурина, А. Ф. Гильфердинга, И. Е. Забелина, Ф. И. Буслаева, И. М. Снегирёва.
Первоначально журнал успеха не имел; в 1846 году насчитывал не более 300 человек подписчиков и временно был приостановлен. В 1847 году начал выходить под новой редакцией, но по-прежнему был не востребован. Его дальнейшему существованию способствовала радикальная перемена в составе редакции, которой Погодин передал журнал в 1850 году. Сначала в состав «молодой редакции „Москвитянина“» вошёл А. Н. Островский; затем Аполлон Григорьев, Мельников-Печерский, Писемский, Алмазов, Горбунов, Потехин, С. Максимов, Н. Рубинштейн, Рамазанов. Сила «молодой редакции» заключалась «прежде всего на тех этических началах, которые были поставлены во главе деятельности этого кружка. Отношения между членами его были очень простые, чисто братские, ибо ни у кого не было корыстных стремлений. все действовали из чисто идеальных побуждений». 
Главный идеолог этой группы — Аполлон Григорьев — заявлял славянофилам:
Убеждённые, как вы же, что залог будущего России хранится только в классах народа, сохранившего веру, нравы, язык отцов, — в классах, не тронутых фальшью цивилизации, — мы не берём таковым исключительно одно крестьянство: в классе среднем, промышленном, купеческом, по преимуществу видим старую извечную Русь.
Не следует однако думать, будто «молодая редакция» не внесла в журнал новых тенденций. Ей удалось, например, в значительной степени освободиться от гнёта той идеологии «официальной народности», которая вполне владела Погодиным, объективно блокировавшимся с славянофилами. Однако основные тенденции журнала, в частности, например, отрицательное отношение к западникам, остались неизменными. В журнале стали печататься произведения И. Ф. Горбунова, Д. В. Григоровича, П. И. Мельникова-Печерского, Островского, А. Ф. Писемского, Ф. И. Тютчева, Я. П. Полонского, А. А. Фета, Н. Ф. Щербины, Л. А. Мея, Е. Э. Дриянского, также переводы из Данте, Гёте, Жорж Санд, В. Скотта.
Крах Крымской кампании, вскрывший разложение феодального режима, углубивший классовые противоречия, сделал невозможным дальнейшую идеализацию патриархализма. Крайне слабо читавшийся в эту пору «Москвитянин» закрылся в 1856 г. Но в начале 1860-х гг. А. Григорьев, Писемский, Островский, Эдельсон и другие члены его редакции объединились вокруг «почвеннических» журналов братьев Достоевских «Время» и «Эпоха», органически продолживших (в более либеральной форме) идеи славянофильства.
В 1850 году, «в подарок молодым читателям», при журнале был издан альманах «Гостинец» составленный из произведений И. Д. Беляева, Ф. Б. Миллера, В. И. Красова, Т. В. Пассек и других авторов.
Статья основана на материалах Литературной энциклопедии 1929—1939.